# Jennifer Meadows
Jennifer Meadows (Reino Unido, 17 de abril de 1981) es una atleta británica, especialista en la prueba de 800 m, con la que ha llegado a ser medallista de bronce mundial en 2009.

## Carrera deportiva
En el Mundial de Berlín 2009 gana la medalla de bronce en los 800 metros, con un tiempo de 1:57.93 que fue hasta el momento su mejor marca personal, quedando en el podio tras la sudafricana Caster Semenya y la keniana Janeth Jepkosgei; asimismo ganó en ese mismo mundial, el bronce en los relevos 4x400 m, tras las estadounidenses y jamaicanas.
Al año siguiente, en el Campeonato Europeo de Atletismo de 2010 ganó la plata en 800 metros, llegando a meta tras la neerlandesa Yvonne Hak y por delante de la eslovaca Lucia Klocová (bronce).